# Križate
Križate – wieś w Słowenii, w gminie Moravče. W 2018 roku liczyła 38 mieszkańców.